# Voogd (familierecht)
Een voogd is in het recht een handelingsbekwame (rechts)persoon die instaat voor de persoon en de goederen van een onbekwame minderjarige, soms pupil genoemd.
De voogd kan de taak van de ouders overnemen wanneer deze komen te overlijden of wanneer deze het kind "niet meer kunnen hanteren".

## Nederland
In Nederland is voogdij wettelijk gezag over een minderjarige dat geen ouderlijk gezag is. Een voogd is dus een persoon die geen ouder van het kind is, of als de voogdij is opgedragen door de rechtbank, eventueel een rechtspersoon. Ouders kunnen voor het geval dat zij beiden overlijden voordat hun kind meerderjarig is één of twee voogden aanwijzen, die na het overlijden, als zij de voogdij dan aanvaarden, voogd worden. Als al een ouder overleden is kan de overgebleven ouder voor het geval dat deze overlijdt voordat het kind meerderjarig is, hetzelfde doen. De rechtbank benoemt een voogd (dit kan zoals gezegd ook een rechtspersoon zijn), nadat deze zich bereid heeft verklaard de voogdij te aanvaarden, over alle minderjarigen die niet onder ouderlijk gezag staan en in wier voogdij niet op wettige wijze is voorzien.
Het benoemen van een voogd door de ouders kan bij notariële akte of, sinds 2014, door aantekening in het gezagsregister (artikel 1:292 Burgerlijk Wetboek). De benoeming van een voogd bij notariële akte kan worden uitgebreid met de benoeming van een testamentair bewindvoerder. Bij aantekening in het gezagsregister is dat niet mogelijk.
Voor meerderjarigen bestaan soortgelijke regelingen als voogdij, dit zijn: curatele, beschermingsbewind en mentorschap.

### Geschiedenis
Tot 2 november 1995 kon ook een ouder voogd zijn, en bestond er verder het begrip toeziend voogd. Als bijvoorbeeld een ouder van een minderjarige overleed werd de nog levende ouder benoemd tot voogd, en een andere persoon tot toeziend voogd. De taak van de laatste was vooral het toezicht op het bewind over het vermogen van de minderjarige. Omdat een minderjarige meestal nauwelijks vermogen heeft was deze taak in veel gevallen zeer beperkt. Bij echtscheiding werd in die tijd veelal een van de ouders (bijvoorbeeld de ouder die ook de dagelijkse verzorging op zich nam) benoemd tot voogd en de andere ouder tot toeziend voogd.

## België
In België valt de voogdij alleen open als de minderjarige of de verlengde minderjarige helemaal geen ouders meer heeft: dit wil zeggen als hij wees is, of zijn enige bekende ouder overleden is, of als geen van hen in staat is om het ouderlijk gezag uit te oefenen.
Ook niet-begeleide minderjarige asielzoekers krijgen van rechtswege een Belgische voogd, in afwachting van de afhandeling van de asielprocedure.
De voogd wordt aangesteld door de vrederechter, aan wie hij ook jaarlijks verantwoording zal moeten afleggen over zijn beheer en over de zorg voor de persoon van de minderjarige. De voogd ontvangt hiervoor een "voogdijvergoeding".
Vele handelingen mag de voogd niet uitvoeren zonder een machtiging van de vrederechter, bijvoorbeeld een goed van de minderjarige verkopen, een erfenis namens de minderjarige aanvaarden of verwerpen enz.
De vrederechter stelt ook steeds een toeziende voogd aan die eveneens controle uitoefent op de voogd of die hem vervangt als de voogd zelf niet kan optreden wegens belangentegenstelling (bijvoorbeeld als de voogd een goed van de minderjarige zou willen kopen).
De voogdij eindigt bij de ontvoogding van de minderjarige, bij de meerderjarigheid (18 jaar), bij adoptie van de minderjarige. Op het einde van de voogdij moet de voogd in aanwezigheid van de vrederechter verantwoording afleggen aan de pupil.
Voogdij wordt in de artikelen 389-475 van het burgerlijk wetboek geregeld. Pleegvoogdij in de artikelen 475bis en 475septies, en de ontvoogding in de artikelen 476-487.